# Parafia Świętego Krzyża w Żurawcach
Parafia Świętego Krzyża w Żurawcach – parafia rzymskokatolicka znajdująca się w dekanacie Tomaszów-Południe, w diecezji zamojsko-lubaczowskiej. 
Parafia została erygowana w dniu 16 czerwca 1997 roku, dekretem ówczesnego biskupa zamojsko-lubaczowskiego, Jana Śrutwę.
Do parafii należą wierni z miejscowości Ruda Żurawiecka-Osada i Żurawce. 
Liczba mieszkańców: 520.